# Chevrolet Code 130R
El Chevrolet Code 130R es un concepto de cupé deportivo hatchback de 2 puertas, producido por el fabricante de automóviles estadounidense Chevrolet. Fue exhibido en el Salón del Automóvil Internacional de Norteamérica (NAIAS) de 2012, el cual estaba inspirado en el Chevrolet Nova.

## Descripción general

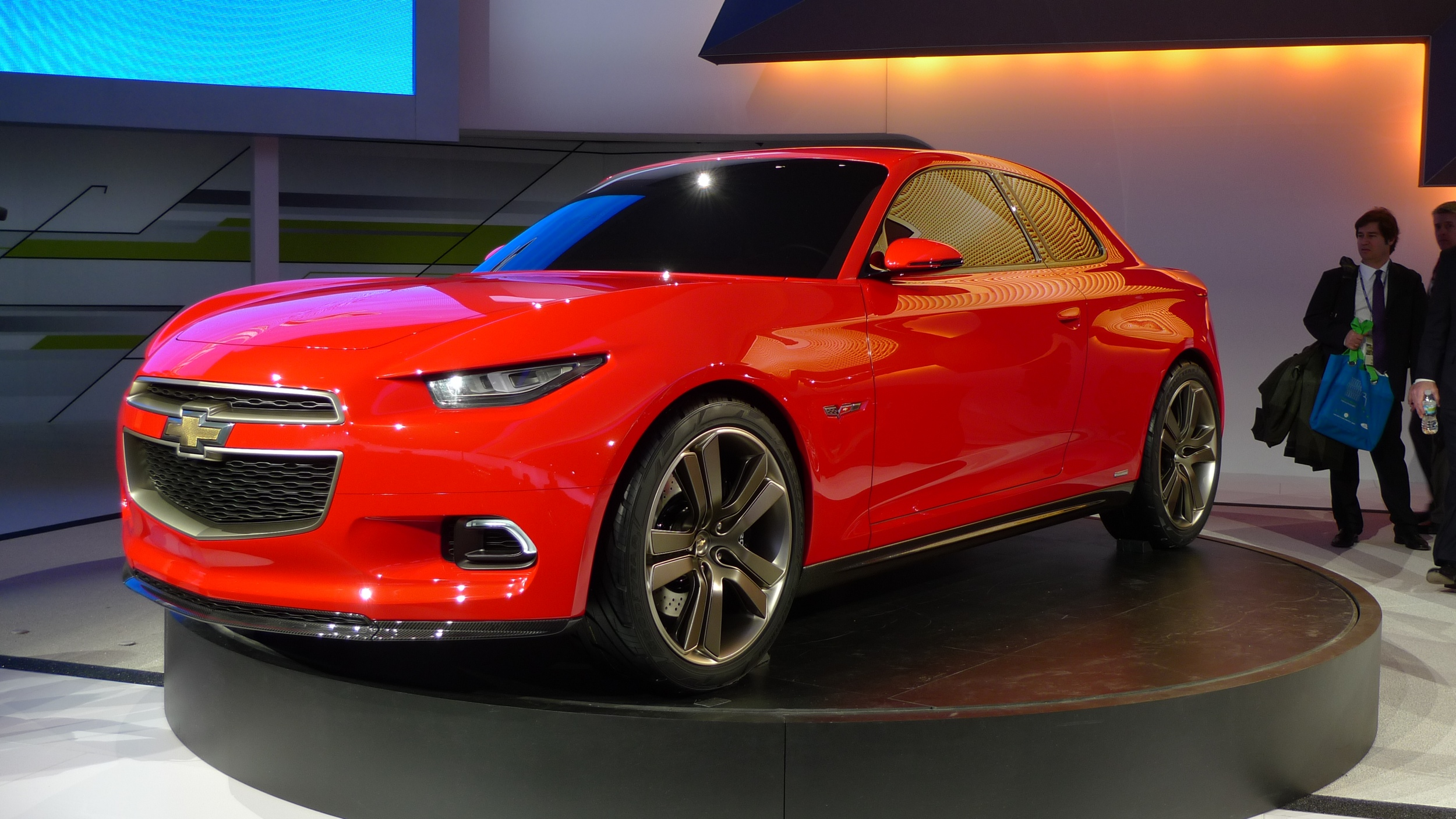
En exhibición en el NAIAS

El concepto Chevrolet Code 130R fue exhibido en el NAIAS el 9 de enero de 2012 en Detroit, Michigan, junto con el concepto Chevrolet Tru 140S. Es un cupé deportivo compacto de dos puertas con cuatro asientos, inspirado en el Chevy Nova de 1962. Estaba diseñado para ser un automóvil de US$20 000 (equivalente a $26 543 en 2023) para clientes más jóvenes.
El Code 130R fue diseñado por Joe Baker, quien también ha creado otros tres conceptos de Ford, tales como: el 427 de 2003, el Bronco de 2004 y el Interceptor de 2007.